# Lead Sled

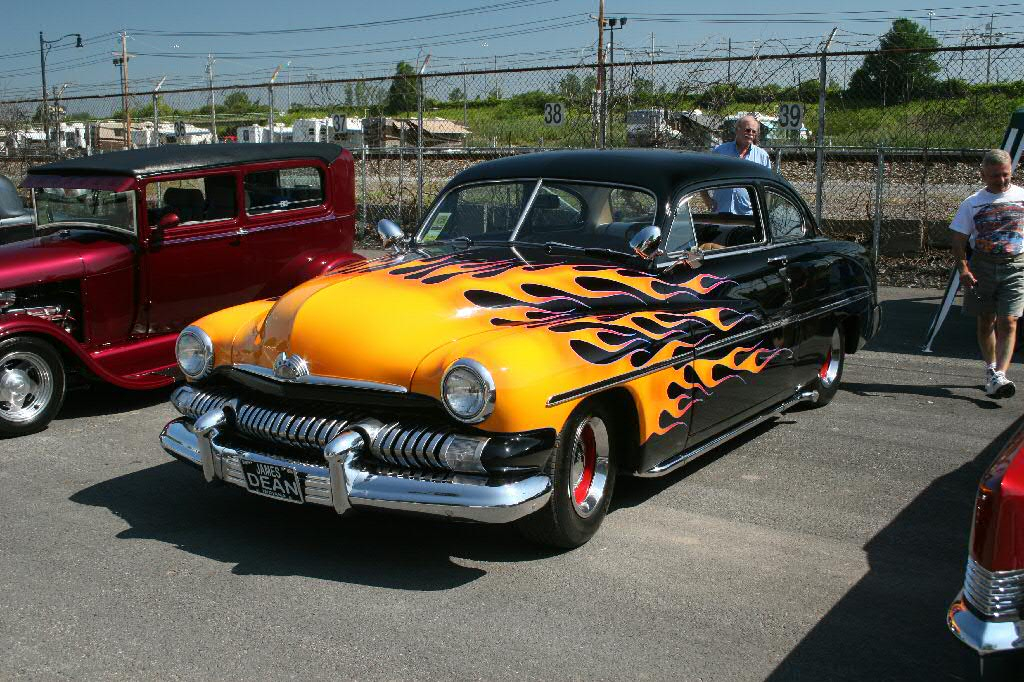
Una Mercury del 1951 nello stile Lead Sled

Con Lead Sled (slitta di piombo) si intendeva inizialmente una automobile che era stata ampiamente riparata e/o modificata. Il termine venne creato perché veniva usato il piombo come stucco per effettuare le riparazioni della carrozzeria. In questo periodo il termine era usato in senso dispregiativo.
In seguito, con l'introduzione degli stucchi realizzati con sostanze artificiali, quali il Bondo, il termine indicava le grandi automobili full-size prodotte negli Stati Uniti durante gli anni cinquanta. Una vettura Lead Sled viene realizzata oggi più per lo stile che per la velocità quindi vengono eliminate tutte le modanature mentre l'altezza delle sospensioni viene ridotta. Modelli comuni di vetture Lead Sled sono le Ford e le Mercury del 1949 e le Cadillac del 1959.

## Altri usi
Questo termine è stato utilizzato anche per indicare alcuni modelli di aerei militari quali i caccia F-84 Thunderjet, l'F-105 Thunderchief, l'SR-71 Blackbird e l'F3H Demon.